# Gandorhun
Gandorhun este un oraș în Sierra Leone.

## Populația
2013 (conform estimărilor): 13.336 loc.

1963 (recensământ): 2.207 loc.

1974 (recensământ): 2.858 loc.

1985 (recensământ): 5.199 loc.